# Luis Silvio Rojas
Luis Silvio Rojas Alvarez (San Bernardo, 5 aprile 1954) è un ex calciatore cileno, di ruolo centrocampista.

## Carriera

### Club
Ha giocato nella prima divisione cilena.

### Nazionale
Con la nazionale cilena ha partecipato alla Copa América 1983.

## Palmarès

### Club

#### Competizioni nazionali
- Copa Chile: 1

Colo-Colo: 1985